# جردن دیاز
جردن دیاز (اسپانیایی: Jordan Díaz‎؛ زادهٔ ۲۳ فوریهٔ ۲۰۰۱) ورزشکار پرش سه‌گام اهل کوبا است.